# Petrogale mareeba
Petrogale mareeba — вид родини Кенгурових. Етимологія: вид названо за назвою містечка Маріба (англ. Mareeba) в північному Квінсленді. Вага 3.8–4.5 кг. Диплоїдний набір хромосом, 2n=18.

## Поширення
Ендемік північно-східного Квінсленду, Австралія. Діапазон проживання за висотою: 0–1000 м над рівнем моря. Це погано вивчений вид, пов'язаний з областями скелястих пагорбів, скель і ущелин.

## Загрози та охорона
Основні загрози невідомі. Велика частина їх діапазону навколо Маріби піддається впливу сільського господарства і хижацтво з боку псів є загрозою. Проживає на природоохоронних територіях.